# 파워배틀 와치카: 와치가면의 역습
"파워배틀 와치카: 와치가면의 역습"는 2017년에 개봉한 대한민국의 영화이다.

## 성우진
- 엄상현 : 지노 역
- 전태열 : 로이 역
- 정영웅 : 마루 역
- 정혜원 : 아리 역
- 신용우 : 카이 역
- 남도형 : 슈미트 역
- 이민규 : 브레이킹 역
- 유선아 : 루나 역
- 홍소영 : 샤를 역